# Франко Бонтадіні
Франко Бонтадіні (італ. Franco Bontadini, * 7 січня 1893, Мілан — † 27 січня 1943, Мілан) — італійський футболіст, півзахисник.
Насамперед відомий виступами за клуб «Інтернаціонале», а також національну збірну Італії.
Чемпіон Італії. 

## Клубна кар'єра
Вихованець футбольної школи клубу «Аузонія». Дорослу футбольну кар'єру розпочав 1909 року в основній команді того ж клубу, в якій провів один сезон.
Протягом 1910—1911 років захищав кольори команди клубу «Мілан».
1911 року перейшов до клубу «Інтернаціонале», за який відіграв 9 сезонів.  У складі «Інтернаціонале» був одним з головних бомбардирів команди, маючи середню результативність на рівні 0,6 голу за гру першості. За цей час виборов титул чемпіона Італії. Завершив професійну кар'єру футболіста виступами за команду «Інтернаціонале» у 1920 році За цей час виборов титул чемпіона Італії.

## Виступи за збірну
1912 року дебютував в офіційних матчах у складі національної збірної Італії. Протягом кар'єри у національній команді, яка тривала усього 1 рік, провів у формі головної команди країни 4 матчі, забивши 2 голи. У складі збірної був учасником  футбольного турніру на Олімпійських іграх 1912 року у Стокгольмі.

## Титули і досягнення
- Чемпіон Італії (1):

«Інтернаціонале»:  1919–20